# Albrighton (Bridgnorth)
Albrighton – wieś w Anglii, w hrabstwie Shropshire. Leży blisko Wolverhampton, 15 km na północ od miasta Bridgnorth i 194 km na północny zachód od Londynu. Miejscowość liczy 4157 mieszkańców.